# Pfarrkirche Unterrohr

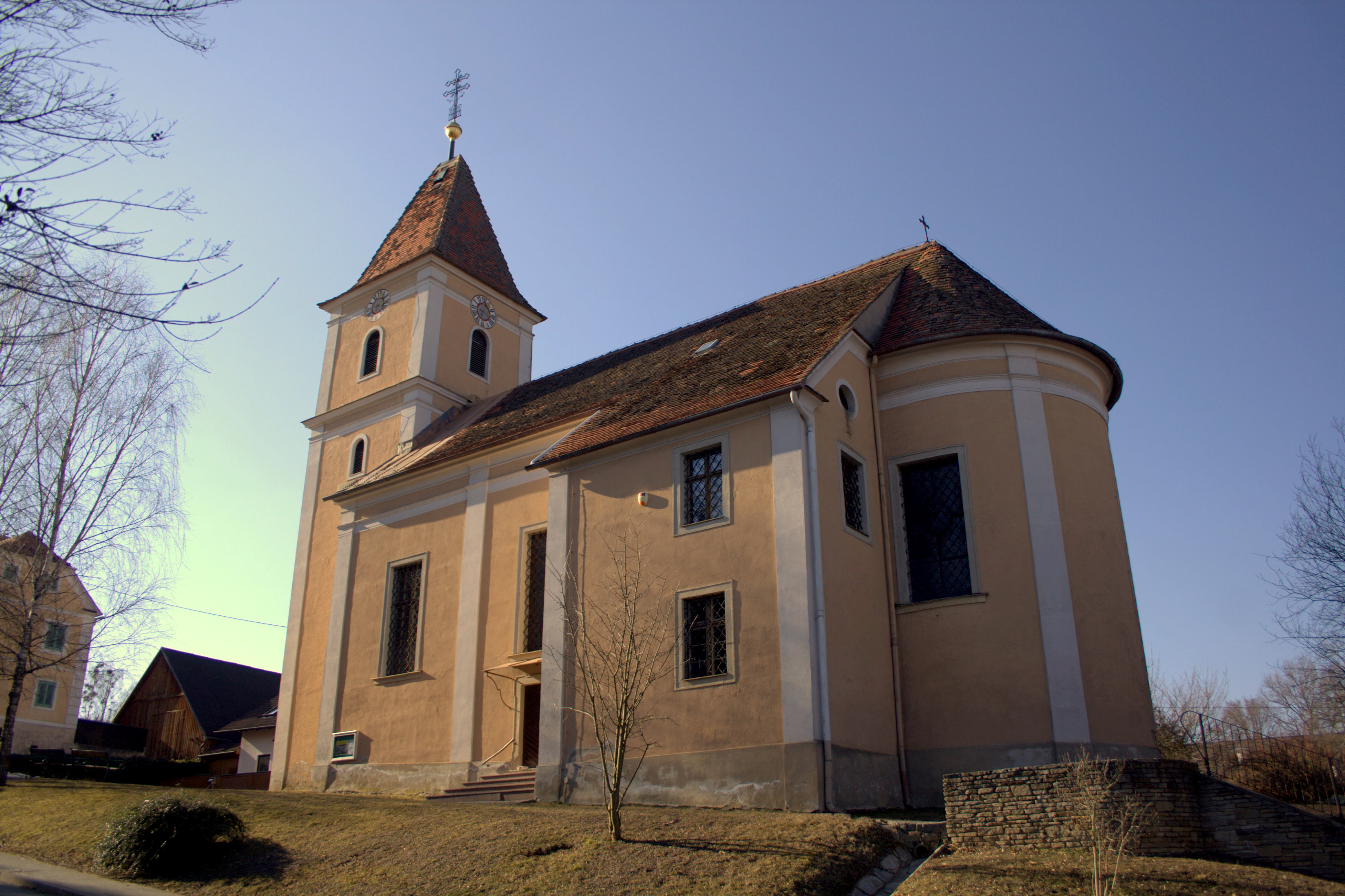
Pfarrkirche hl. Florian

Die römisch-katholische Pfarrkirche Unterrohr steht im Ort Unterrohr in der Gemeinde Rohr bei Hartberg in der Steiermark. Die Pfarrkirche hl. Florian gehört zum Dekanat Hartberg in der Diözese Graz-Seckau. Die Kirche steht unter Denkmalschutz.

## Geschichte
1732 mit dem Baumeister Remigius Horner erbaut wurde die Kirche 1786 zur Pfarrkirche erhoben. 1971 war eine Restaurierung.

## Architektur
Der vorgesetzte Westturm vom Vorgängerbau wurde erhalten. Das dreijochige Langhaus mit Kreuzgratgewölben und Gurten über Pilastern hat einen einjochigen eingezogenen Chor mit Halbkreisschluss. Die Glasfenster sind aus 1929. 

## Ausstattung

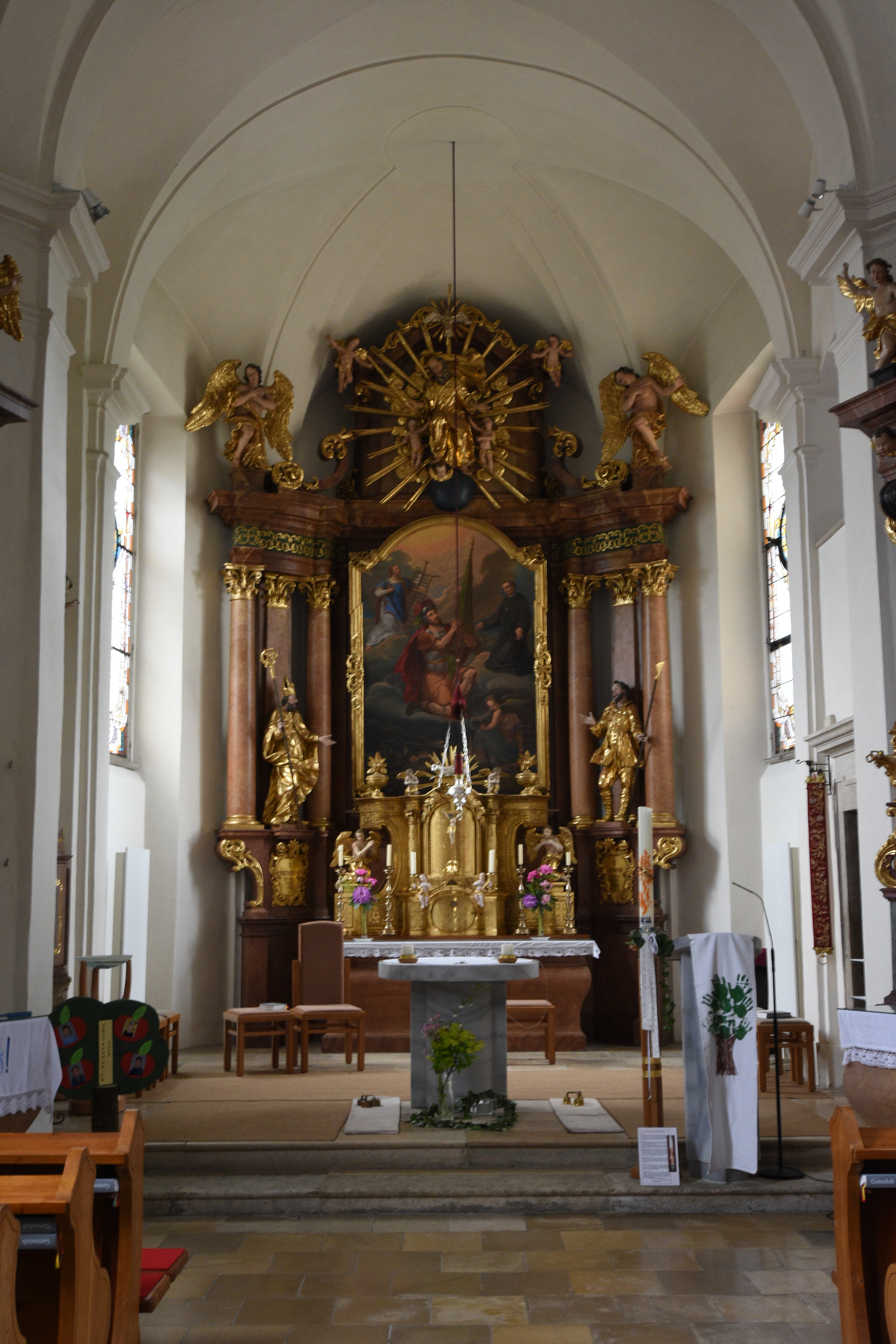
Der Altar

Die Einrichtung der Kirche ist aus der Mitte des 18. Jahrhunderts. Das Hochaltarbild malte der Maler Josef Wonsiedler (1852). Das Seitenaltarbild Tod des hl. Joseph und das Bild Mariä Himmelfahrt malte der Maler Adam Semil (1746). Der Opferstock zeigt die Jahresangabe 1651. 
Die Orgel baute Carl Schehl (1843). Eine Glocke goss Adam Roßtauscher (1672).